# بياتريكس كارل
بياتريكس كارل (بالألمانية: Beatrix Karl )‏ (و. 1967  م) هي سياسية، وأستاذة جامعية نمساوية، ولدت في غراتس، هي عضوةٌ حزب الشعب النمساوي.

## مناصب
تولت منصب الوزير الاتحادي للعدل ‏ (21 أبريل 2011–16 ديسمبر 2013)
- عضو المجلس الوطني للنمسا
- عضو المجلس الوطني للنمسا.

## التعليم
تعلمت في جامعة غراتس.

## روابط خارجية
- بياتريكس كارل على موقع IMDb (الإنجليزية)
- بياتريكس كارل على موقع مونزينجر (الألمانية)